# Чернушка (приток Летки)
Чернушка — река в России, протекает в Слободском районе Кировской области и Прилузском районе Республики Коми. Устье реки находится в 58 км по левому берегу реки Летка. Длина реки составляет 15 км.
Исток реки в Слободском районе Кировской области близ границы с Республикой Коми в 12 км к северо-востоку от села Прокопьевка. Река течёт на юго-запад параллельно границе, на короткий период затекает на территорию Коми, затем возвращается в Кировскую область. Всё течение проходит по ненаселённому лесу. Впадает в Летку в 15 км к северо-западу от посёлка Сухоборка.

## Данные водного реестра
По данным государственного водного реестра России относится к Камскому бассейновому округу, водохозяйственный участок реки — Вятка от истока до города Киров, без реки Чепца, речной подбассейн реки — Вятка. Речной бассейн реки — Кама.
По данным геоинформационной системы водохозяйственного районирования территории РФ, подготовленной Федеральным агентством водных ресурсов:
- Код водного объекта в государственном водном реестре — 10010300212111100031846
- Код по гидрологической изученности (ГИ) — 111103184
- Код бассейна — 10.01.03.002
- Номер тома по ГИ — 11
- Выпуск по ГИ — 1